# キム・ファン
キム・ファン（金晃、김황、1960年 - ）は、京都生まれの絵本作家、児童文学作家。人と生き物の共生をテーマに創作活動に取り組み、動物を題材にした絵本・児童書を日韓で多数執筆している。日本児童文学者協会会員。

## 作品
- 『すばこ』（絵：イ・スンウォン）ほるぷ出版、2016年、ISBN 978-4-593-50582-1
- 『カヤネズミのおかあさん』（絵：福田岩緒、監修：畠佐代子）童心社、2015年、ISBN 978-4-494-09213-0
- 『まねきねこのたま』（絵：野村たかあき）童心社、2015年、ISBN 978-4-494-09199-7
- 『アニマルパスウェイ―人がつくった動物たちの道』（絵：アン・ウンジン）ノンジャン、2015年（未邦訳）
- 『きせきの海をうめたてないで！』童心社、2014年、ISBN 978-4-494-02039-3
- 『きみの町にコウノトリがやってくる』くもん出版、2012年、ISBN 978-4-7743-2046-5
- 『紙芝居 とんだとんだ！ コウノトリ』（絵： 後藤範行）童心社、2011年、ISBN 978-4-494-07986-5
- 『サクラ －日本から韓国へ渡ったゾウたちの物語－』学習研究社、2007年、ISBN 978-4-05-202526-6
- 『くちばしのおれたコウノトリ』（絵：あらたひとむ）素人社、2003年、ISBN 978-4-88170-307-6
- 『のんたとスナメリの海』（絵：藤井広野）素人社、2002年、ISBN 978-4-88170-305-2
- 『ジュゴンのなみだ』（絵：あらたひとむ）素人社、2001年、ISBN 978-4-88170-303-8
- 『ニジクジラは海の虹』（絵：あらたひとむ）遊タイム出版、2000年、ISBN 978-4-946496-98-1
- 『赤い手袋をしたカマキリ』（『創作童話優秀作品集 : 「第13回国民文化祭・おおいた'98」記念』所収）つのむれ文庫運営委員会、1998年

## 受賞歴
- 『カヤネズミのおかあさん』文部科学省特別選定[2]（2015年）、第54回高橋五山賞[3]（2016年）
- 『アニマルパスウェイ―人がつくった動物たちの道』第56回韓国出版文化賞に選定（2015年）[1][4]
- 『すばこ』第4回CJ絵本賞に選定（韓国、2011年）[5]
- 『サクラ　日本から韓国へと渡ったゾウたちの物語』第1回子どものための感動ノンフィクション大賞最優秀作品賞（2006年）[6]
- 『赤い手袋をしたカマキリ』つのむれ文庫創作童話賞優秀賞（1998年）